# Igreja de Nossa Senhora das Angústias

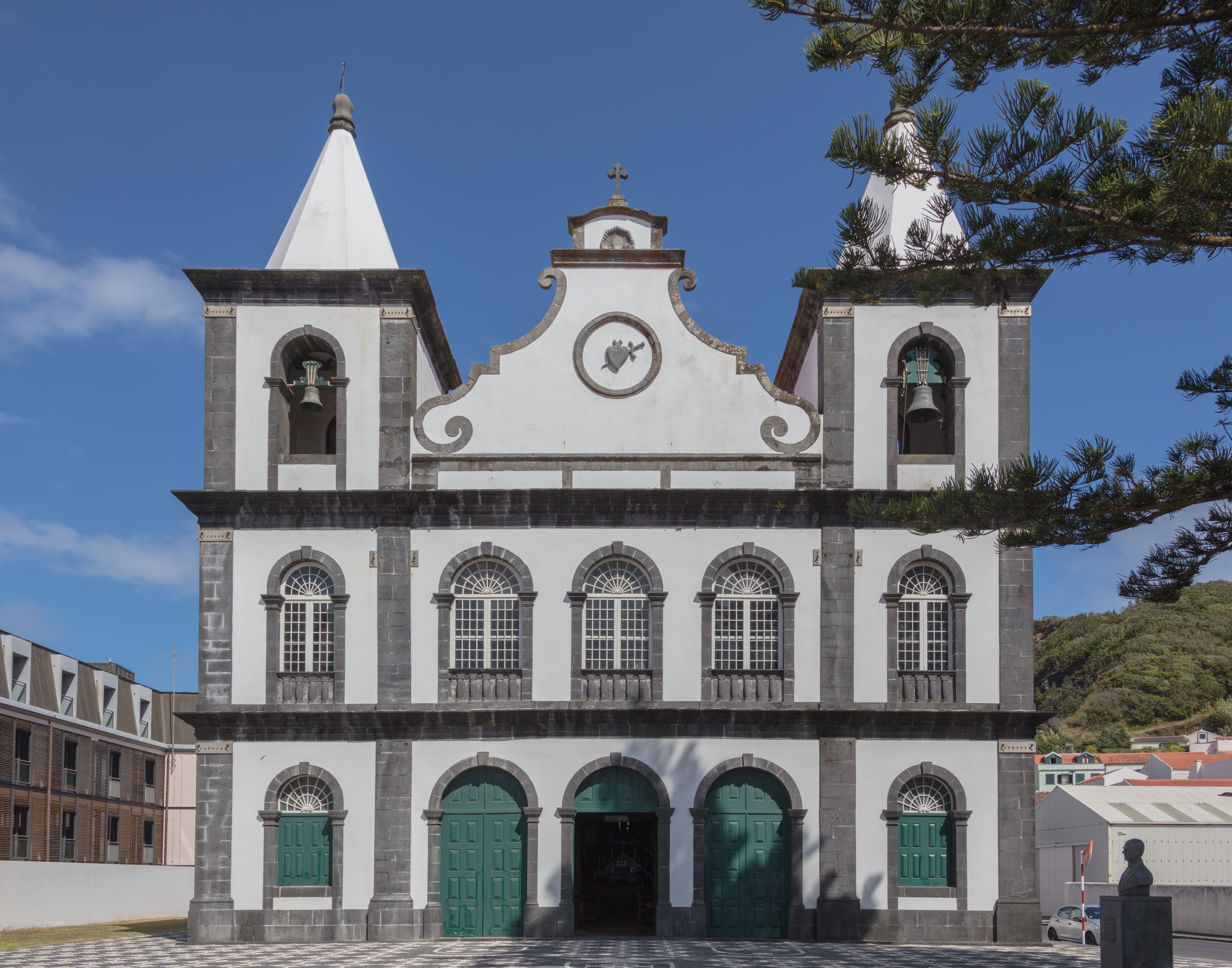
Igreja de Nossa Senhora das Angústias, Horta.

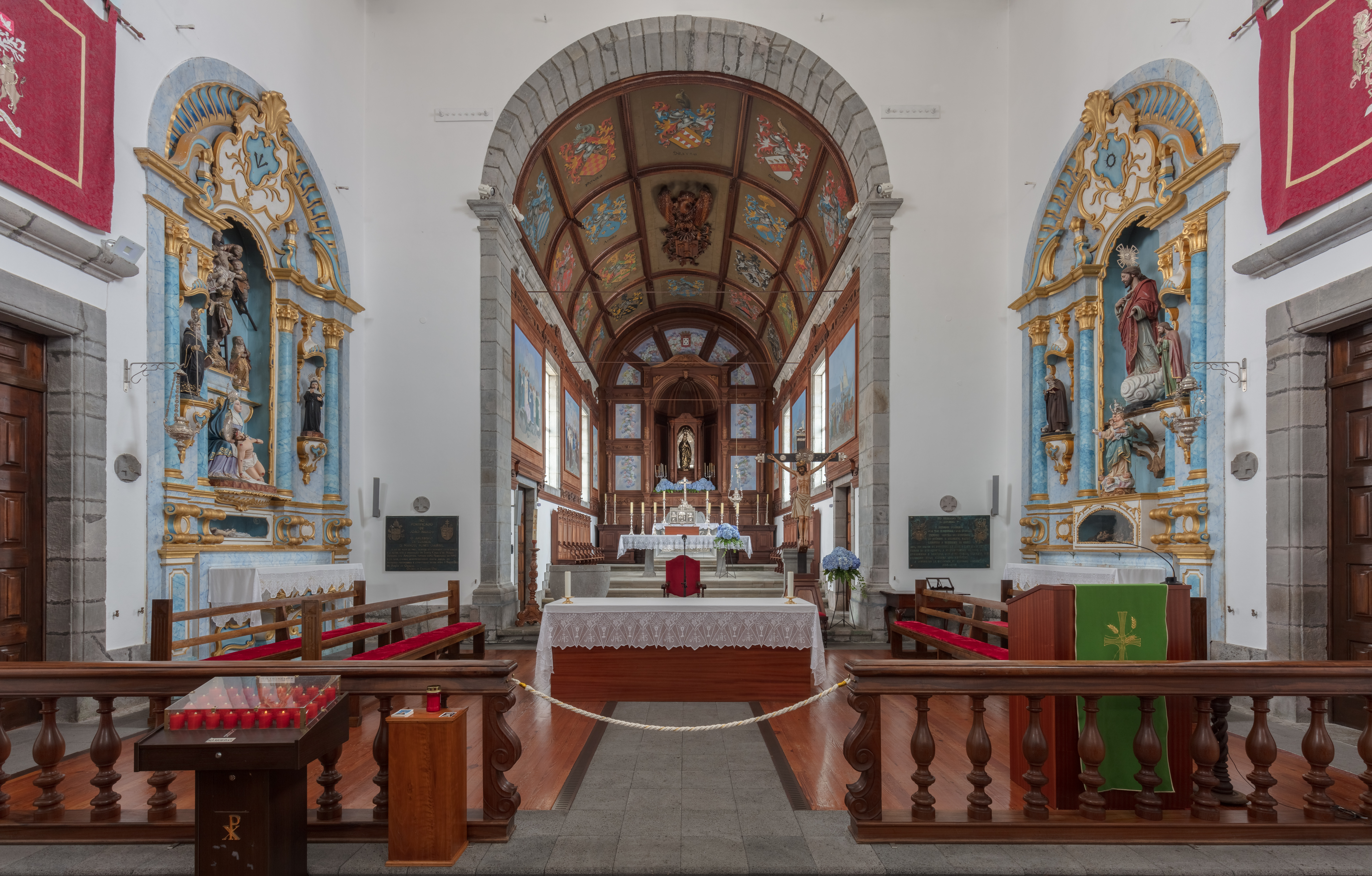
Igreja de Nossa Senhora das Angústias: nave central.

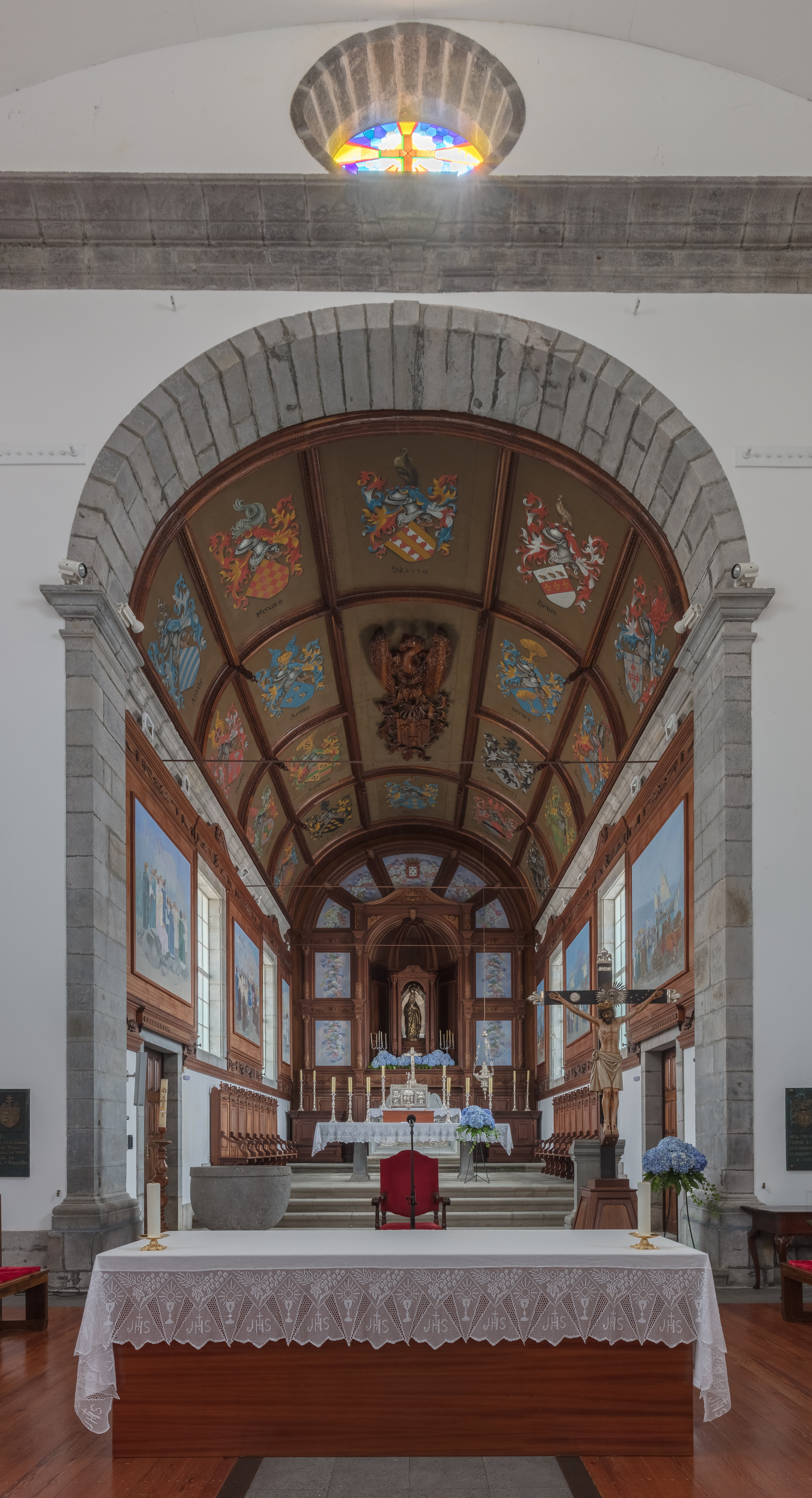
Altar

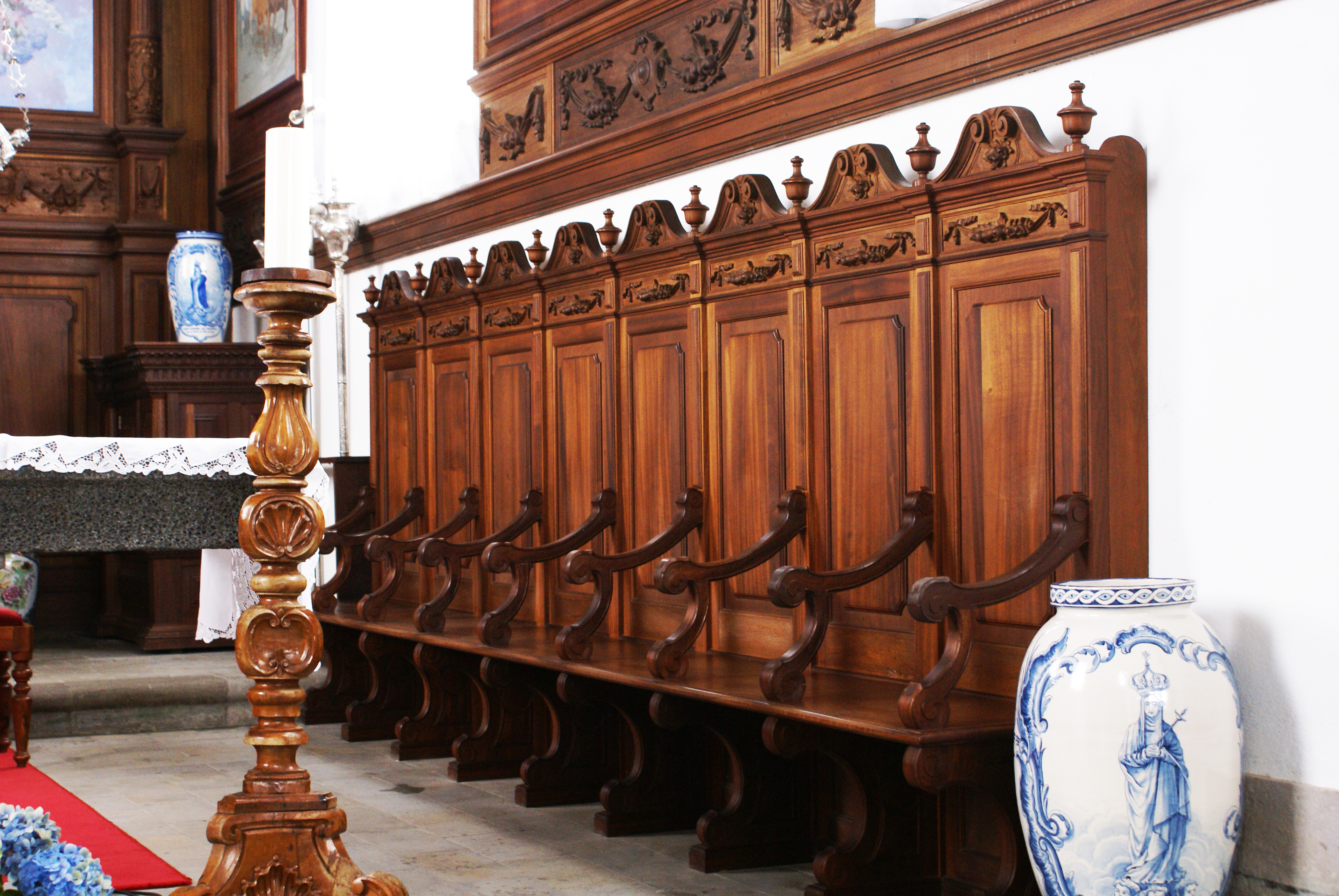
Igreja de Nossa Senhora das Angústias: cadeiral.

A Igreja de Nossa Senhora das Angústias localiza-se na freguesia das Angústias, da cidade e concelho da Horta, na ilha do Faial, nos Açores.

## História
Remonta a uma ermida fundada pelo primeiro povoador da ilha, Joss van Hurtere, e sua esposa, Beatriz de Macedo, sob a invocação da Santa Cruz.
Frei Diogo das Chagas refere que se encontrava bastante arruinada em 1640, vindo a ser reedificada por determinação do então bispo da Diocese de Angra, D. frei Lourenço de Castro. Terá sido inaugurada em 30 de agosto de 1675, transferindo-se para o altar-mor do novo templo os restos mortais de D. Beatriz de Macedo.
Acredita-se que nova campanha de obras foi iniciada em seguida, uma vez que, a 28 de novembro de 1684, a igreja era consagrada a Nossa Senhora das Angústias e elevada a paroquial. Logo depois, em 1688, após a visita pastoral do bispo D. Clemente Vieira, o monarca mandava doar o montante de 572$000 reis para as obras e os ornamentos desta igreja.
Em 1800, novas obras tiveram lugar, agora para erguer o novo e atual edifício, obras muito demoradas porquanto só em 1861 a igreja foi dada como concluída, graças a uma subscrição promovida pela junta de paróquia respectiva.